# Дубовик, Александр Фёдорович
Александр Фёдорович Дубовик (1927—1992) — советский военный деятель и инженер, организатор испытаний ракетно-космической техники, кандидат технических наук (1977), генерал-майор (1976). Лауреат Государственной премии СССР (1978).

## Биография
Родился 27 июня 1927 года в селе Писаревка, Булаевского района 
Северо-Казахстанской области в крестьянской семье.
В 1945 году окончил Воронежскую специальную школу Военно-воздушных сил, в 1946 году — Вторую Московскую военно-авиационную школу механиков спецслужб ВВС. С 1946 по 1950 год служил на технических офицерских должностях в истребительной авиационной воинской части   Прикарпатского военного округа.
С 1950 по 1954 год обучался в  Ленинградской Краснознамённой военно-воздушной инженерной академии. 
С 1954 по 1974 год на научно-исследовательской работе в 4-м Государственном центральном полигоне Министерства обороны СССР (полигон Капустин Яр) в должностях: старший офицер-испытатель, заместитель начальника отдела, заместитель начальника и начальник Первого испытательного управления. 
С 1974 по 1978 год служил в Научно-исследовательском испытательном полигоне № 5 Министерства обороны СССР (НИИП № 5 МО СССР, космодром Байконур) в должности заместителя начальника НИИП № 5 МО СССР по научно-исследовательским
и опытно-испытательным работам. В 1976 году Постановлением СМ СССР А. Ф. Дубовику было присвоено звание генерал-майор и в 1977 году он защитил диссертацию на соискание учёной степени кандидат технических наук. С 1978 по 1986 год работал в НИИ-4 Министерства обороны СССР в должности руководителя 3-го управления и одновременно с 1984 года в учёном звании старшего научного сотрудника, с 1986 по 1992 год — старший научный сотрудник этого института.
А. Ф. Дубовик являлся организатором работ по  развитию и становлению ведущих полигонных комплексов в  Капустин Яре и на Байконуре, был одним из организаторов создания боевых ракетных комплексов и систем боевого управления 1-го, 2-го, 3-го и 4-го поколений. А. Ф. Дубовик был председателем Государственной комиссии по проведению испытаний жидкостной, двухступенчатой межконтинентальной баллистической ракеты, входившей в состав стратегического ракетного комплекса шахтного базирования «МР УР-100». В качестве педагога под руководством А. Ф. Дубовика было подготовлено более шести кандидатов технических наук. В 1978 году «закрытым» Постановлением ЦК КПСС и СМ СССР А. Ф. Дубовик был удостоен Государственной премии СССР.
Скончался 25 июля 1992 года в Москве, похоронен на Невзоровском кладбище Московской области.

## Награды
- Орден Красного Знамени (1971, 1978)
- Орден «За службу Родине в Вооружённых Силах СССР» 3-й степени
- Государственная премия СССР (1978)[1][2][3]